# Songs for Beginners
Albums de Graham Nash
Wild Tales
(1973)
Singles
1. Chicago
Sortie : mai 1971
2. Military Madness
Sortie : août 1971
3. I Used to Be a King
Sortie : octobre 1971

Songs for Beginners est le premier album solo de Graham Nash. Il est sorti en 1971 sur le label Atlantic Records.
Enregistré avec de nombreux invités, parmi lesquels des membres de Crosby, Stills, Nash and Young et du Grateful Dead, il rencontre un franc succès, atteignant la 15e place du classement américain Billboard 200.
Le single Chicago, inspiré par les émeutes entourant la Convention nationale démocrate de 1968 et le procès des Huit de Chicago, se classe à la 35e position du Billboard Hot 100.

## Fiche technique

### Chansons
Toutes les chansons sont écrites et composées par Graham Nash, sauf Be Yourself, coécrite par Nash avec Terry Reid.
| 1. | Military Madness    | 2:50 |
| 2. | Better Days         | 3:47 |
| 3. | Wounded Bird        | 2:09 |
| 4. | I Used to Be a King | 4:45 |
| 5. | Be Yourself         | 3:03 |

| 6.  | Simple Man              | 2:05 |
| 7.  | Man in the Mirror       | 2:47 |
| 8.  | There's Only One        | 3:55 |
| 9.  | Sleep Song              | 2:57 |
| 10. | Chicago                 | 2:55 |
| 11. | We Can Change the World | 1:00 |

### Musiciens
- Graham Nash : chant, guitare sur toutes les chansons sauf Better Days et Simple Man, piano sur Better Days, Simple Man, Chicago et We Can Change the World, orgue sur Better Days, There's Only One, Chicago et We Can Change the World ; peigne et papier sur Sleep Song ; tambourin sur Chicago et We Can Change the World
- Rita Coolidge : piano sur Be Yourself et There's Only One ; piano électrique sur Be Yourself ; chœurs sur Military Madness, Better Days, Simple Man, There's Only One, Chicago et We Can Change the World
- Jerry Garcia : pedal steel guitar sur I Used to Be a King et Man in the Mirror
- Neil Young : piano sur Better Days, I Used to Be a King et Man in the Mirror
- Dorian Rudnytsky : violoncelle sur Simple Man et Sleep Song
- Dave Mason : guitare électrique sur Military Madness
- David Crosby : guitare électrique sur I Used to Be a King
- Joel Bernstein (en) : piano sur Military Madness
- Bobby Keys : saxophone sur There's Only One
- David Lindley : violon sur Simple Man
- Sermon Posthumas : clarinette basse sur Better Days
- Chris Ethridge (en) : basse sur Man in the Mirror, There's Only One, Chicago et We Can Change the World
- Calvin Samuel (en) : basse sur Military Madness,Better Days et Be Yourself
- Phil Lesh : basse sur I Used to Be a King
- John Barbata : batterie sur Military Madness, I Used to Be a King, Be Yourself, Man in the Mirror, There's Only One, Chicago et We Can Change the World ; tambourin sur Chicago
- Dallas Taylor : batterie sur Better Days
- P. P. Arnold : chœurs sur Military Madness
- Venetta Fields (en), Sherlie Matthews (en), Clydie King (en), Dorothy Morrison (en) : chœurs sur There's Only One, Chicago et We Can Change the World

### Équipe de production
- Graham Nash : production
- Bill Halverson, Russ Gary, Larry Cox : ingénieurs du son
- Glyn Johns : mixage
- Doug Sax (en) : mastering
- Gary Burden (en) : direction artistique
- Joel Bernstein (en), Graham Nash : photographie

### Classements et certifications
| Pays (classement)             | Meilleure position |
| ----------------------------- | ------------------ |
| États-Unis (Billboard 200)    | 15                 |
| Norvège (VG-lista)            | 13                 |
| Pays-Bas (Mega Album Top 100) | 4                  |

| Pays              | Certification | Date         | Ventes certifiées |
| ----------------- | ------------- | ------------ | ----------------- |
| États-Unis (RIAA) | Or            | 26 août 1971 | 500 000           |